# Plougonver
Plougonver är en kommun i departementet Côtes-d'Armor i regionen Bretagne i nordvästra Frankrike. Kommunen ligger i kantonen Belle-Isle-en-Terre som tillhör arrondissementet Guingamp. År 2022 hade Plougonver 766 invånare.

## Befolkningsutveckling
Antalet invånare i kommunen Plougonver
Referens:INSEE